# Blymönja

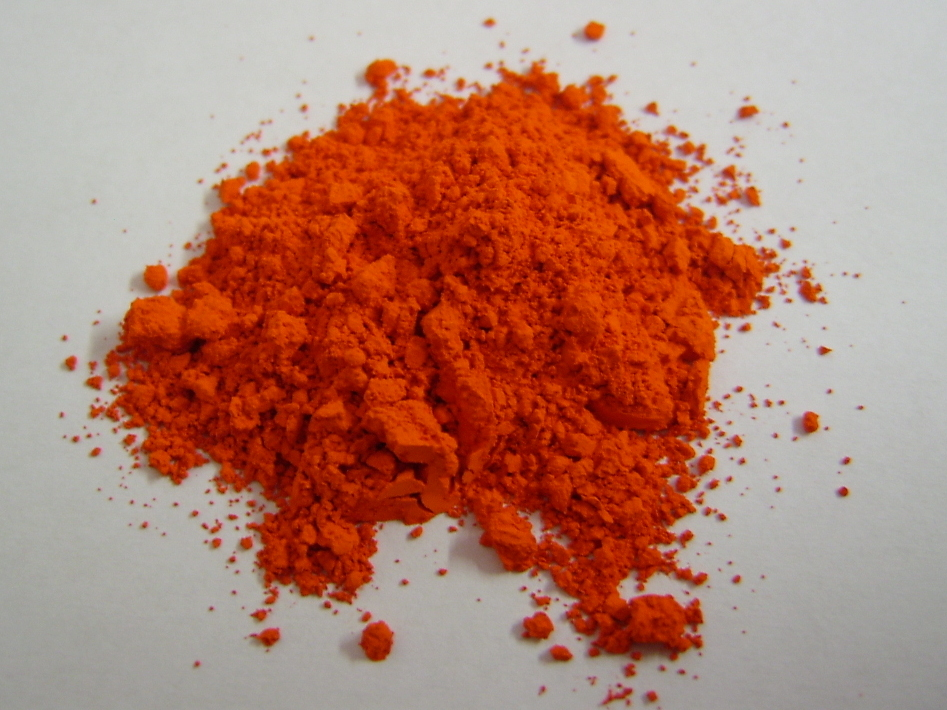
Blymönja

Blymönja, blyrött eller mönjerött är ett starkt orangerött pigment som utgörs av en komplicerad blyoxid Pb3O4. Blymönja finns naturligt i mineralet minium men kan också framställas syntetiskt och har då Colour Index-beteckning Pigment Red 105 (C.I. 77578).
Tillsammans med linolja ger blymönjan en mycket verksam rostskyddsfärg som har använts på järnkonstruktioner och som underredsbehandling av båtar. På båtar användes den även som rötskydd och som spackel. Blymönja får sedan en tid tillbaka inte säljas till andra än yrkesmän på grund av den hälsofarliga ingrediensen bly. Vid restaurering av blymönjemålade ytor bör lämplig skyddsutrustning användas. Som ett alternativ till blymönja som underredsbehandling av båtar finns järnmönja.

## Historik
Blyoxiden bröts redan under antiken i trakten av floden Miño i nordvästra Spanien. Platsen för brytningen gav upphov till namnet minium på blyoxidmineralet.
Men blymönja har genom historien fått många olika benämningar, vilket ibland givit upphov till en del förvirring. Termen minium är ett exempel på detta. Det latinska ordet minium kan avse både blymönja eller cinnober. Cinnober är ett helt annat rött mineral (kvicksilversulfid) än blymönja. Blymönja användes flitigt under medeltiden som färg vid illuminering av handskrifter, det vill säga för försköning av bokstäver (anfanger), ramar kring texten och förstärkning av konturer på små illustrationer o.s.v. Detta var upphovet till att det latinska ordet minium kom att beteckna något litet, och illustratörernas arbeten kom att kallas miniatyrmåleri. Latinets minium blev Mannige på lågtyska, och därifrån är steget inte långt till fornsvenska menia, som med tiden blev ordet mönja
Blymönja har sedan mitten av 1800-talet använts för att rostskydda nyuppförda utomhuskonstruktioner av gjutjärn, smidesjärn och stål på grund av sina aktivt korrosionshämmande egenskaper. Fram till 1960-talet var blymönjemålning (och förzinkning) de dominerande rostskyddsbehandlingarna av järn och stål. För underhåll av rostiga järn- och stålytor som inte går att rengöra fullständigt är fortfarande linoljeblymönja den enda traditionellt fungerande och återbehandlingsbara rostskyddsbehandlingen. Detta gör att man även idag vid renoveringar av kulturhistoriskt betydelsefulla utomhuskonstruktioner oftast vill använda sig av blymönja.
I svenskt medeltida kyrkomåleri användes blymönja till starkt orangeröda färger. Med tiden har pigmentet omvandlats kemiskt och blivit gråsvart. I samband med målningskonserververingen i Tensta kyrka har man publicerat rekonstruktioner av hur målningarna kan ha sett ut innan de gula och röda blyfärgerna bröts ned.